# پیست رد بول
پیست رد بول (انگلیسی: Red Bull Ring) یک پیست ورزش‌های موتوری در شهر اشتایرمارک، اتریش است.
این پیست که معمولاً برای مسابقات فرمول یک استفاده می‌شود در سال ۱۹۶۹ افتتاح شده و ظرفیت آن ۴۰٬۰۰۰ نفر است.